# Taylor Simpson
Taylor Elise Simpson-Cook (Colorado Springs, 10 settembre 1993) è una pallavolista statunitense.
Gioca nel ruolo di schiacciatrice.

## Carriera

### Club
La carriera di Taylor Simpson inizia a livello scolastico, giocando per la formazione del suo liceo, la Thomas B. Doherty HS. Al termine delle scuole superiori, gioca anche a livello universitario, prendendo parte alla Division I NCAA del 2011 con la Nebraska; nell'edizione seguente gioca invece per la Missouri, per poi completare la carriera universitaria con la maglia della Colorado.
Nella stagione 2015 inizia la carriera professionistica nella Liga de Voleibol Superior Femenino, dove gioca per le Changas de Naranjito; tuttavia è costretta a lasciare dopo pochi incontri la squadra a causa di un infortunio. Per la stagione 2015-16 viene ingaggiata dallo Pink Spiders, club della V-League sudcoreana; non riesce a concludere l'annata neanche in questo caso, infortunandosi nuovamente. Nella stagione seguente approda in Italia, dove disputa la Serie A1 col Busto Arsizio; tuttavia nel dicembre 2016 lascia il club, tornando così a Porto Rico per la Liga de Voleibol Superior Femenino 2017, difendendo questa volta i colori delle Leonas de Ponce, che tuttavia lascia nel corso dell'annata, concludendola con le Indias de Mayagüez.
Nel campionato 2017-18 torna a vestire la maglia delle Pink Spiders, restandovi solo per un breve periodo. Torna in campo nel campionato seguente con il Saint-Cloud Paris SF, nella Ligue A francese. Nella stagione 2019-20 sigla un accordo col Korea Expressway, sempre nella massima divisione sudcoreana, col quale disputa però solo sei incontri.

### Nazionale
Nel 2010 partecipa con la nazionale statunitense Under-18 ai I Giochi olimpici giovanili di Singapore, vincendo la medaglia d'argento. Nel 2016, invece, debutta in nazionale maggiore in occasione della Coppa panamericana, vincendo la medaglia di bronzo.

## Palmarès

### Premi individuali
- 2014 - All-America First Team

### Nazionale (competizioni minori)
- Giochi olimpici giovanili 2010
- Coppa panamericana 2016